# Pál Koppán
Pál Koppán (Budapest, 16 maggio 1878 – Budapest, 31 agosto 1951) è stato un velocista e triplista ungherese.

## Biografia
Partecipò ai Giochi della II Olimpiade di Parigi del 1900 in ben cinque diverse gare di atletica leggera, senza però vincere medaglie. Nelle gare di 60 metri, 100 metri e 400 metri fu eliminato al primo turno. Nel salto triplo arrivò tra il settimo e il tredicesimo posto mentre nel salto triplo da fermo giunse tra il quinto e il decimo posto. Di entrambe queste ultime due gare non si conosce la sua posizione precisa.